# حملايا
حملايا هي إحدى القرى اللبنانية من قرى قضاء المتن في محافظة جبل لبنان.
جاء ذكر البلدة في أغنية البوسطة لفيروز، حيث قالت:
ع هدير البوسطة ال كانت ناقلتنا- - من ضيعة حملايا لضيعة تنورين